# Oscar Loya
Joseph Oscar Loya (* 12. června 1979 Indio, Kalifornie) je americký zpěvák a herec působící v divadle Broadway. V roce 2009 spolu s Alexem Christensenem reprezentoval Německo na Eurovision Song Contest v Moskvě, kde obsadili 20. místo se ziskem 35 bodů.

## Kariéra
Loya reprezentoval Německo na Eurovision Song Contest 2009 v rámci projektu Alex Sings Oscar Swings s producentem Alexem Christensenem. Během finálového vystoupení se soutěžní písní je 16. května 2009 doprovodila americká burleskní zpěvačka a herečka Dita Von Teese. V hlasování diváků a odborné poroty nakonec obsadili 20. místo se ziskem 35 bodů. Největší počet bodů (7) obdrželi z Dánska a Spojeného království.
Po vystoupení na Eurovizi vydal Loya za producentské asistence Alexe Christensena debutové album Heart 4 Sale, na němž zazněl i singl ze soutěže.

## Osobní život
Loya je nejmladší z pěti sourozenců. Otevřeně se hlásí k homosexuální orientaci. Žije se svým přítelem v Mnichově.

## Diskografie

### Alba
- 2009: Heart 4 Sale
- 2011: Beast
- 2018: Learn Something New (The Remixes)

### Singly
- 2009: „Miss Kiss Kiss Bang“
- 2012: „Learn Something New“
- 2019: „Thank You for That“
- 2019: „Gacias A Dios“
- 2019: „Change Your Tune“
- 2020: „Make Space“